# 宫明·丹贝久美
宫明·丹贝久美（藏語：བསྟན་པའི་འཇིགས་མེད，威利转写：bstan pa'i 'jigs med；1991年—）原俗名阿拉西，蒙古族，新疆维吾尔自治区和静县巴音布鲁克区人，第十世（不计追认）宫明活佛。

## 生平
1993年6月12日，在巴音郭楞蒙古族自治州的大昭寺，通过银碗抽签确定了三位灵童候选人中的阿拉西为九世宫明活佛的转世灵童。1994年7月3日，九世宫明活佛宫明·姜巴曲日木的转世灵童在新疆和静县巴仑台黄庙举行了坐床典礼，正式继任宫明活佛，此即宫明·丹贝久美。
后来，经中共中央统战部、国务院宗教事务局同意，新疆维吾尔自治区民族宗教事务委员会、新疆维吾尔自治区佛教协会、巴音郭楞蒙古族自治州统战部、巴音郭楞蒙古族自治州宗教局同甘肃省统战部、甘肃省宗教局磋商后，决定派十世宫明活佛赴甘肃拉卜楞寺学习。1999年5月29日，在和静县为即将启程的8岁的宫明活佛举行了欢送仪式，新疆维吾尔自治区民族宗教事务委员会、新疆维吾尔自治区佛教协会派专人前来祝贺。十世宫明活佛的学习期限为十年，需要学习佛教经文、政治、蒙古语、汉语、自然科学等课。
十世宫明活佛学习期满后回到了和静县，被暂时安排在和静县佛教协会学习。在2010年巴音郭楞蒙古族自治州十二届人大三次会议上，一些人大代表提出了《关于十世宫明活佛进修学习的议案》。巴音郭楞蒙古族自治州党委统战部、巴音郭楞蒙古族自治州民族宗教事务委员会已于2010年2月向新疆维吾尔自治区党委统战部、新疆维吾尔自治区民族事务委员会（宗教局）提出请示，希望新疆维吾尔自治区党委统战部、新疆维吾尔自治区民族事务委员会（宗教局）安排十世宫明活佛继续学习。